# 艾德琳 (伊利諾伊州)
艾德琳（英語：Adeline）是一個位於美國伊利諾伊州奧格爾縣的城市。

## 地理
艾德琳的座標為42°08′33″N 89°29′26″W / 42.14250°N 89.49056°W，而該地的平均海拔高度為243米（即797英尺）。

## 人口
根據2010年美國人口普查的數據，艾德琳的面積為0.68平方千米，當中陸地面積為0.68平方千米，而水域面積為0.00平方千米。當地共有人口85人，而人口密度為每平方千米125人。